# 만달레르티리 경기장
만달레르티리 경기장(버마어: မန္တလာသီရိ အားကစားကွင်)는 미얀마 양곤에 위치한 다목적 경기장이다. 현재 주로 축구 경기장으로 이용되며 미얀마 여자 축구 국가대표팀와 야다나본 FC의 홈구장으로 사용된다. 수용 인원은 	31,270명이다.

## 기록

### 2020년 하계 올림픽 축구 여자 아시아 지역 2차 예선
| 날짜           | 팀 1       | 스코어 | 팀 2       | 라운드 |
| -------------- | ---------- | ------ | ---------- | ------ |
| 2019년 4월 3일 | 인도       | 2 - 0  | 인도네시아 | A조    |
| 2019년 4월 3일 | 미얀마     | 3 - 1  | 네팔       | A조    |
| 2019년 4월 6일 | 네팔       | 1 - 3  | 인도       | A조    |
| 2019년 4월 6일 | 인도네시아 | 0 - 6  | 미얀마     | A조    |
| 2019년 4월 9일 | 미얀마     | 3 - 3  | 인도네시아 | A조    |